# Makena Schoene
Makena Schoene (Bellevue, 14 settembre 1994) è una pallavolista statunitense, opposto del Saint-Chamond.

## Biografia
Figlia di Russ Schoene e Michelle Delaney, nasce a Bellevue, Washington. Si diploma nel 2013 alla The Bear Creek School e in seguito studia alla Drake University.

## Carriera

### Club
La carriera di Makena Schoene inizia nei tornei scolastici dello stato di Washington, giocando per la The Bear Creek School. Dopo il diploma gioca a livello universitario con la Drake nella NCAA Division I, dal 2013 al 2016.
Nella stagione 2017-18 firma il suo primo contratto professionistico in Repubblica Ceca con il Přerov, in Extraliga, mentre si accasa in Finlandia nella stagione seguente, partecipando alla Lentopallon Mestaruusliiga con il Woman. Nel campionato 2019-20 viene ingaggiata dal Val-de-Travers nella Lega Nazionale A svizzera, che lascia nel campionato seguente per giocare nella divisione cadetta francese con il Saint-Chamond.